# Lupulella
Lupulella is een geslacht van zoogdieren uit de  familie van de hondachtigen (Canidae). De wetenschappelijke naam van het geslacht werd in 1906 gepubliceerd door Max Hilzheimer. De soorten uit dit geslacht werden tot 2019 ook wel in het geslacht Canis geplaatst.

## Soorten
Er worden twee soorten in dit geslacht geplaatst:
- Lupulella adusta (Sundevall, 1847) - Gestreepte jakhals
- Lupulella mesomelas (Izor & de la Torre, 1978) - Zadeljakhals